# Tom Gunning
Pour les articles homonymes, voir Gunning.
Tom Gunning est un professeur de cinéma et acteur américain, enseignant au Department of Art History de l'Université de Chicago.

## Biographie
Tom Gunning a principalement travaillé sur le corpus du cinéma des premiers temps, ainsi que sur différents problèmes (style, interprétation, histoire et culture) du cinéma dans son ensemble. Son concept du « cinéma d'attraction » relate le développement du cinéma. Son livre D.W. Griffith and the Origins of American Narrative Film retrace le chemin des différents genres avec la structure économique du cinéma américain. Il a également publié un livre sur le cinéma d'avant garde, et plus particulièrement sur celui d'Europe. Il est l'un des plus grands spécialistes de Fritz Lang.
Il est le coauteur avec André Gaudreault d'un article célèbre sur l'historiographie du cinéma: « Le cinéma des premiers temps : un défi à l’histoire du cinéma? », Histoire du cinéma. Nouvelles approches, Jacques Aumont, André Gaudreault et Michel Marie (dir.), Paris, Publications de la Sorbonne, 1989, p. 49-63.
L'un des cofondateurs de l'association internationale Domitor, il est membre collaborateur du Grafics.